# Neoplatyura manjarivolo
Neoplatyura manjarivolo är en tvåvingeart som först beskrevs av Loïc Matile 1972.  Neoplatyura manjarivolo ingår i släktet Neoplatyura och familjen platthornsmyggor.
Artens utbredningsområde är Madagaskar. Inga underarter finns listade i Catalogue of Life.